# Big Mama Thornton
Willie Mae "Big Mama" Thornton (født 11. december 1926, død 25. juli 1984) var en amerikansk bluessangerinde. I 1984 kom hun i Blues Hall of Fame.
Thornton voksede op med seks søskende, mor og far. Moren var sangerinde og faren var præst. Thornton var som bluessangerinde og musiker aktiv i tidsrummet fra 1940 til 1970, hvor hun både skrev og sang i bluesgenren. Hun spilde både mundharmonika og trommer.
Den 13. august 1952 indspillede hun den allerførste version af klassikeren Hound Dog, som blev udgivet som single i marts 1953. Elvis Presleys version fra 1956 gjorde sangen verdenskendt. Også den klassiske bluesballade "Ball and Chain" blev gjort kendt af en anden artist, Janis Joplin. Thornton udtalte sig om Joplins version med stor entusiasme og sagde, at "den pige synger med den samme smerte som mig".
I 1960'erne flyttede hun til Californien, hvor hun markerede sig som bluessangerinde og drog på turné i både Amerika og Europa.
Thornton blev regnet som en hård og nådesløs kvinde.[kilde mangler] Hun klædte sig til tider som en mand med jakkesæt og mandehat. Hun døde i 1984 af et hjerteinfarkt og blev fundet død i et hotelværelse.